# Список найважчих людей у світі
Наведено імена, громадянство, стать, роки народження/життя, зріст, максимальна маса тіла і максимальний індекс маси тіла (ІМТ) найважчих людей (більше 450 кг) в офіційно засвідченій медичній історії.
| ПІБ                    | Країна            | Стать | Рік народження | Рік смерті | Зріст (м) | Максимальна маса (999999) | Максимальний ІМТ (кг/м²) | Примітки |
| ---------------------- | ----------------- | ----- | -------------- | ---------- | --------- | ------------------------- | ------------------------ | --- |
| Халід бін Мохсен Шаарі | Саудівська Аравія | Ч     | 1991           | живий      | 1,73      | 610                       | 204                      | У листопаді 2017 року Аль-Арабія повідомила, що він схуд на 542 кг і тепер важить 68 кг.                                                             |
| Мануель Урібе          | Мексика           | Ч     | 1965           | 2014       | 1,96      | 597                       | 155                      | Привернув увагу світових ЗМІ в січні 2006 року, після чого за допомогою лікарів та дієтологів протягом двох років скинув понад 225 кг                |
| Керол Ягер             | США               | Ж     | 1960           | 1994       | 1,70      | 545+ (на момент смерті)   | 188                      | Максимальна вага 727 кг не підтверджена. Зареєстровано скидання 236 кг протягом трьох місяців без хірургічного втручання (5000 кДж/1200 ккал в день) |
| Волтер Хадсон          | США               | Ч     | 1944           | 1991       | 1,77      | 544                       | 173,6                    | Внесений до Книги рекордів Гіннесса як володар найбільшого обхвату талії — 3,02 м (на 1987)                                                          |
| Розалі Бредфорд        | США               | Ж     | 1943           | 2006       | 1,68      | 544                       | 193,6                    | Внесена до Книги рекордів Гіннесса як володарка рекорду по скинутій вазі серед жінок — близько 416 кг                                                |
| Майкл Хебранко         | США               | Ч     | 1953           | 2013       |           | 500+                      |                          | |
| Патрік Д'юел           | США               | Ч     | 1962           | живий      | 1,70      | 486                       | 168                      | |
| Роберт Ерл Х'юз        | США               | Ч     | 1926           | 1958       | 184       | 485                       | 143,3                    | Внесений до Книги рекордів Гіннесса як володар найбільшого обхвату грудної клітини — 3,15 м                                                          |
| Майра Росалес          | США               | Ж     | 1980           | 2024       |           | 470                       |                          | |
| Кеннет Брамлі          | США               | Ч     | 1968           | живий      |           | 469                       |                          | |
| Міллс Дарден           | США               | Ч     | 1799           | 1857       | 2,3       | 463                       | 87,5                     | |